# اس‌تی‌اس-۶۲-ای
اس‌تی‌اس-۶۲-ای(به انگلیسی: STS-62-A) یکی از مأموریت‌های برنامه ریزی شده شاتل فضایی برای ارسال ماهواره تجسسی به مدار قطبی بود. قرار بود در این ماموریت از فضاپیمای دیسکاوری به عنوان سامانه حمل ماهواره استفاده شود که پس از وقوع حادثه انفجار فضاپیمای چلنجر، این ماموریت لغو شد. این ماموریت قرار بود نخستین پرتاب  از پایگاه هوایی وندنبرگ، کالیفرنیا و اولین مأموریت ارسال شده به مدار قطبی باشد. 